# Sette canzoni per sette sorelle
Sette canzoni per sette sorelle è un film del 1956, diretto da Marino Girolami.

## Trama
Il sindaco di una cittadina di provincia ha sette figlie che passano le loro giornate ascoltando i dischi di Claudio Villa. I corteggiatori si rendono conto che non c'è che un modo per eliminare un pericoloso concorrente: farlo sposare. Spacciandosi per giornalisti, i giovanotti si introducono in casa del Reuccio e con l'aiuto di un ipnotizzatore cercano di convincerlo a prendere moglie.